# Adolfo Rodríguez Saá
Adolfo Rodríguez Saá Páez Montero (San Luis, 27 luglio 1947) è un avvocato e politico argentino.
Fu Presidente ad interim dell'Argentina dal 23 dicembre 2001 al 31 dicembre 2001, lasciando la carica solo otto giorni dopo, in seguito alla dichiarazione di bancarotta del paese.
Dal 2005 ricopre la carica di senatore al Congreso de la Nación Argentina, rappresentante della Provincia di San Luis, dopo aver ricoperto, dal 2003 al 2005, il ruolo di parlamentare alla camera dei deputati.
Si è candidato in occasione delle elezioni presidenziali del 2003 e a quelle del 2015 ottenendo, rispettivamente, il 14,1% e l'1,6% dei voti.

## Famiglia
Il fratello Alberto è governatore della provincia di San Luis dal 2015.